# Dabai
Dabai (kinesiska: 大白, 大白乡) är en socken i Kina. Den ligger i provinsen Hebei, i den norra delen av landet, omkring 210 kilometer söder om huvudstaden Peking. Antalet invånare är 20 012. Befolkningen består av 9 776 kvinnor och 10 236 män. Barn under 15 år utgör 18,0 %, vuxna 15-64 år 72 %, och äldre över 65 år 9,0 %.
Genomsnittlig årsnederbörd är 770 millimeter. Den regnigaste månaden är juli, med i genomsnitt 294 mm nederbörd, och den torraste är mars, med 4 mm nederbörd.